# ФАКК
ФАКК је лист студената Крагујевачког универзитета који је излазио од 26. новембра 1969. до јуна 1975. године, а потом од 1991. до 1995. Издавач је била Конференција Савеза студената факултета и виших школа (1969/1970—1974).
Када је донета одлука издавач листа буде Социјалистичка омладина Крагујевца, редакција је распуштена, али нови лист није покренут.
Лист ФАКК, је настао проширењем листа студената Машинског факултета Млади машинац, који су покренули: Слободан Павићевић, Димитрије Гомилановић, Предраг Радовановић, Слободан Бабић, касније су им се придружили Зоран Ерак, Миодраг Стојиловић, Бранко Банковић, Михаило Заљевски, Жика Радисављевић, Добривоје Нинковић, Ненад Каличанин и илустратор и карикатуриста Љубомир Милојевић. Тој редакцији су се придружили Живорад Јевтић, Милица Бељић и Милица Чавор са Економског факултета и Велимир Обрадовић са Више педагошке и то је била прва редакција листа ФАКК.
На предлог градске организације Савеза студената, на чијем челу је био Зоран Матовић, студент Економског факултета, одлучено је да Млади машинац прерасте у гласило свих студената Крагујевца, које је добило име ФАКК, (што је скраћеница за Факултети Крагујевца).
Око листа ФАКК се окупило више од 50 студената, књижевника, песника, преводилаца, карикатуриста и интелектуалаца међу којима су били:
Андрија Савчић, Бане Банковић, Бане Обрадовић, Борислав Хорват, Димитриј Николајевић, Добривоје Браца Нинковић, Драгиша Витошевић, Драгослав Радовановић Перикле, Душан Васиљевић, Илија Радосавовић, Илија Росић, Иван Дубљевић, Иван Лађарски, Јован Кале Глигоријевић, Љубомир Милојевић — Љубац, Мића Милорадовић, Милан Милошевић, Милан Николић, Миливоје Раденковић— Раки, Миломир Јововић, Милош Јовановић, Милош С. Максимовић, Миодраг Стојиловић, Миша Заљевски, Ненад Каличанин, Предраг Шоле Радовановић, Радојица Савковић, Рајко Чукић, Слободан Бабић-Сарма, Слободан Павићевић, Татјана Осречки, Велимира Обрадовића, Властимир Стојановић, Живодраг Живковић, Зоран Б. Петровић, Зоран Ерак, Зоран Глишовић — Жигм, Зоран Матовић, Зоран Петровић, Зоран Прокић…
Главни уредници листа ФАКК (1969—75) били су Зоран Ерак, од броја 19 (1970) Миодраг Стојиловић; од броја 38 (1972) Живорад Јевтић; од броја 41 (1972) Миодраг Стојиловић; од броја 49 (1972) Предраг Радовановић; од броја 54 (1973) Рајко Чукић; од броја 58 (1973) Иван Дубљевић…
Од 55 чланова редакције ФАКК-а, дванаесторо се касније потврдило у новинарству и публицистици, деветорица су после излета у новинарство ипак постали инжењери, и деветоро су економисти, петоро њих се бавило бизнисом, осморо књижевношћу, шесторица су постали сликари, карикатуристи и дизајнери, двојица редитељи, један глумац и један историчар.
Редакција листа ФАКК је била оснивач Салона антиратне карикатуре.
Године 1991. Савез Студената Универзитета у Крагујевцу је поново покренуо ФАКК као повремени лист, који је излазио месечно у периоду 1991/1992—1995. и писао углавном политичким темама и био настројен против Слободана Милошевића. Редакцију су сачињавали: Ненад Васиљевић, Славица Божовић, Анета Савић, Александар Буђевац, а главни уредник је био Велибор В. Џомић.